# 塞席爾裸臀鯙
塞席爾裸臀鯙，又稱輻鰭魚綱鰻鱺目鯙亞目鯙科的其中一種，分布於印度太平洋區，從東非至復活節島海域，棲息深度8-14公尺，體長可達29公分，棲息在珊瑚碎石底質的淺海域、潮池，為底棲性魚類，屬肉食性，生活習性不明。

## 擴展閱讀
維基物種上的相關：塞席爾裸臀鯙